# Museu de la Muralla d'Oriola
El Museu de la Muralla d'Oriola (Baix Segura, País Valencià) està situat al soterrani de l'Aulari de les Saleses de la Universitat Miguel Hernández d'Oriola.
Amb motiu de la construcció del nou aulari de la Universitat Miguel Hernández al Campus de les Saleses, van eixir a la llum restes arqueològiques de gran importància. La seua conservació i estudi va ser primordial per trobar una part fonamental de la ciutat perduda per l'oblit i la superposició de nous estrats.
Aquestes excavacions van ser principals per traure a la llum de forma quasi íntegra habitatges àrabs, cristians, fins i tot un llenç complet de la Muralla.
L'Ajuntament va prendre la decisió de conservar-les cobrint-les d'arena totalment amb la finalitat de no sofrir cap tipus de trencament o desperfecte durant la construcció de l'edifici que els acull en l'actualitat.

## Contingut
El museu és de tipologia arqueològica i acull un important nombre de restes mobles d'arqueologia.
A més, el contingut del museu s'estén a nombroses restes immobles, moltes d'elles molt bé conservades que ens permeten conéixer el traçat urbà de l'Oriola medieval o les parts en les quals es divideix una casa musulmana o cristiana.
Entre les construccions trobades es troba un llenç de muralla amb quatre torres d'origen almohade, però que després de la Guerra dels dos Peres van ser reformades per arreglar els desperfectes que es van produir.
També hi ha altres construccions interessants com un bany musulmà situat extramurs, molt ben conservat i que posseeix sala de rebuda, sala freda, sala temperada, sala calenta i la sala on s'escalfava l'aigua.
Al seu torn, posseeix nombrosos habitatges musulmans i cristians que permeten veure la distribució d'aquestes cases, en què es conserven els xicotets aljubs i el terra original, així com les canalitzacions de l'aigua tapades amb teula realitzades en tova original.
Acull a més restes d'un palau barroc del segle xviii denominat la casa del paso, així com restes del Palau del rei Ferran d'Antequera a Oriola, realitzat en estil gòtic, del que es conserven elements de la portada.

## Restes arqueològiques mobles
A més de les restes immobles, destaquen els béns mobles oposats que suposen ampliar el coneixement, en trobar-se aquestes restes 'in situ' al lloc dels seus propietaris. Alguns d'ells han sigut deixats al lloc on van ser oposats, però altres, per a una millor apreciació, han sigut distribuïts en vitrines al llarg del recorregut del museu.
Entre els béns destaquen utensilis diaris com alliberadors, llavamans, llums d'oli, orses, moltes d'elles realitzades en fang i en ceràmica. Aquests útils són de procedència tant musulmana com cristiana. Destaca la reutilització d'una roda de molí com a pavimentació d'un pati d'una casa cristiana.